# Международная конфедерация обществ авторов и композиторов
Международная конфедерация обществ авторов и композиторов (СИЗАК) (фр.: Confédération internationale des sociétés d'auteurs et compositeurs) - международная неправительственная некоммерческая организация, объединяющая организации по управлению авторскими правами.

## Руководство
Президент СИЗАК —  Бьорн Ульвеус (с 2020 года).
Вице-президенты —  Ивонн Чака Чака, Артуро Маркес, Цзя Чжан-Кэ, Микель Барсело.
Генеральный директор — Гади Орон.
Головной офис находится в Париже, региональные бюро в Будапеште, Буэнос-Айресе и в Сингапуре (в ближайшее время переносится в Пекин).

## История создания и представительство
Основана в 1926 году в Париже представителями 18 авторско-правовых обществ.
Первые после создания ежегодные ассамблеи были проведены в Берлине, Будапеште, Копенгагене, Лондоне, Мадриде, Париже, Риме, Севилье, Варшаве и Вене. 
К 13-й Конференции в Стокгольме в 1938 году членами СИЗАК были 52 организации из 29 стран.
В 1995 году в составе СИЗАК состояли 161 организация из 87 стран, в 1999 году — 200 из 98 государств.
По состоянию на май 2023 года СИЗАК объединяла 227 авторских обществ из 118 стран мира и опосредованно представляла интересы более чем 5 млн. авторов в различных областях творчества: музыки, театра, литературы, аудиовизуальных произведений, произведений графического и изобразительного искусств.

## Цели и задачи деятельности
СИЗАК декларирует, что главные направления деятельности и услуги для своих участников направлены на:
- укрепление и развитие международной сети авторских обществ;
- гарантии позиций авторов и организаций по коллективному управлению правами на международной арене;
- принятие и реализацию качественных и технических критериев эффективности для расширения возможностей взаимодействия авторских обществ;
- поддержку обществ стратегического развития в каждом регионе и в каждой репертуара;
- сохранение центральной базы данных, позволяющей обществам эффективно обмениваться информацией;
- участие в совершенствовании национальных и международных законов об авторском праве и практике их применения.

## Финансовые показатели
Общая сумма роялти и сборов, собранных авторскими обществами-членами СИЗАК составила в 2022 году более 9 580 млн. евро. 
| 1995  | 1996  | 1997  | 1998  | 1999  | 2000  | 2001  | 2002  | 2003  | 2004  | 2005  | 2006  | 2007  | 2009  |
| 3 612 | 4 149 | 4 506 | 4 892 | 5 506 | 6 464 | 6 495 | 6 321 | 6 157 | 6 502 | 6 776 | 6 987 | 7 141 | 7 152 |

При этом несмотря на пиратство и увеличение цифрового контента, доходы от музыки составляют почти 90% всех доходов.